# MG KN
La KN è un'autovettura prodotta dalla Morris Garages dal 1933 al 1934.

## Storia
Il modello venne introdotto per tentare di commercializzare gli esemplari della MG K-Type rimasti invenduti. A queste vetture, che erano unicamente delle berline, vennero installati i telai della K1 ed i motori a sei cilindri in linea da 1.271 cm³ di cilindrata della MG N-Type. Il cambio era manuale a quattro rapporti. La KN era disponibile con un solo tipo di carrozzeria, coupé quattro porte.
La carrozzeria era priva di montanti tra le porte anteriori e quelle posteriori. Per dare l'impressione di un corpo vettura coupé due porte, le maniglie esterne non erano presenti sulle porte posteriori. L'assenza di un montante centrale causò dei problemi alla struttura del modello. Era installato un tettuccio apribile.
Il motore erogava 56 CV di potenza. Il prezzo di vendita era 399 sterline.